# Dina Nath Walli
Dina Nath Walli (1908 - Caxemira - 2006) foi um artista plástico indiano. Proeminente pintor de aquarelas do século XX.[carece de fontes?]